# Dinga
Dinga – wieś w Rumunii, w okręgu Vaslui, w gminie Costești. W 2011 roku liczyła 149 mieszkańców.